# Bingo Merriex
Bingo Merriex, né le 24 novembre 1980, à Wichita Falls, au Texas, est un joueur américain de basket-ball. Il évolue au poste d'ailier fort.